# Lijst van beklimmingen in Omloop Het Nieuwsblad
De lijst van beklimmingen in de Omloop Het Nieuwsblad geeft een overzicht van heuvels die onderdeel zijn (geweest) van het parcours van de wielerklassieker Omloop Het Nieuwsblad (voorheen: Omloop Het Volk).

## A
- Achterberg

## B
- Berendries
- Berg Hostellerie
- Biesestraat
- Bosberg
- Bosgat (Kaperij)

## E
- Edelareberg
- Eikenberg
- Elverenberg-Vossenhol

## G
- Grotenberge

## H
- Hotondberg

## K
- Kanarieberg
- Kaperij
- Kattenberg
- Kleiberg
- Kluisberg
- Knokteberg
- Kokerelle
- Kruisberg
- Kwaremont

## L
- Leberg

## M
- Marlboroughstraat
- Molenberg
- Muur van Geraardsbergen
- Muziekberg

## O
- Oude Kruisberg
- Oude Kwaremont

## P
- Parikeberg
- Pottelberg

## T
- Taaienberg
- Tenbosse
- Tiegemberg

## V
- Valkenberg (Brakel)
- Varent
- Volkegemberg

## W
- Wolvenberg

1945 · 1946 · 1947 · 1948 · 1949 · 1950 · 1951 · 1952 · 1953 · 1954 · 1955 · 1956 · 1957 · 1958 · 1959 · 1960 · 1961 · 1962 · 1963 · 1964 · 1965 · 1966 · 1967 · 1968 · 1969 · 1970 · 1971 · 1972 · 1973 · 1974 · 1975 · 1976 · 1977 · 1978 · 1979 · 1980 · 1981 · 1982 · 1983 · 1984 · 1985 · 1986 · 1987 · 1988 · 1989 · 1990 · 1991 · 1992 · 1993 · 1994 · 1995 · 1996 · 1997 · 1998 · 1999 · 2000 · 2001 · 2002 · 2003 · 2004 · 2005 · 2006 · 2007 · 2008 · 2009 · 2010 · 2011 · 2012 · 2013 · 2014 · 2015 · 2016 · 2017 · 2018 · 2019 · 2020 · 2021 · 2022 · 2023 · 2024 · 2025